# Горный резус
Горный резус, или ассамский макак (лат. Macaca assamensis) — вид приматов семейства мартышковых.

## Описание
Шерсть этих приматов короткая, её окраска варьирует от желтоватого до тёмно-коричневого цвета. Отличительными признаками являются красноватое, безволосое лицо с длинной мордой и относительно короткий хвост длиной от 20 до 40 см. Длина тела этих животных составляет от 50 до 73 см, при этом самцы крупнее. Они достигают массы от 10 до 14,5 кг, в то время как масса самок составляет примерно от 8 до 12 кг.

## Распространение
Горный резус обитает в Южной и Юго-Восточной Азии, область распространения простирается от Непала и Северной Индии до Южного Китая и Вьетнама. Они населяют дождевые и бамбуковые леса вплоть до 2200 метров над уровнем моря.

## Образ жизни
Эти животные активны днём и держатся преимущественно на земле. Они живут в группах от 10 до 50 животных, которые состоят из нескольких самцов и самок. Эти группы устроены матрилинейно, оба пола устанавливают в пределах группы строгую иерархию. Питание этих животных состоит из плодов, листьев, другого растительного материала, а также мелких животных.
О размножении известно мало. После примерно 165-дневного периода беременности самка рожает чаще одного детёныша, который отучается примерно через 6—12 месяцев. В то время как самцы по достижении половой зрелости должны покинуть группу, самки остаются в ней всю свою жизнь.

## Угрозы
Основную угрозу горному резусу представляет уничтожение его жизненного пространства. В частности, западный подвид (Macaca assamensis pelops), который живёт в Северной Индии и соседних странах, разбросан на нескольких остаточных территориях и насчитывает примерно 300 животных. Он находится, согласно МСОП, под угрозой (endangered). Восточный подвид (M. a. assamensis) встречается чаще, в целом вид причислен МСОП к категории угрожаемых (vulnerable).